# Кучерявий Володимир Панасович
Володи́мир Пана́сович Кучеря́вий (нар. 1 квітня 1939) — український науковець, дендролог, еколог, доктор сільськогосподарських наук. Академік Лісівничої академії наук України (ЛАНУ).

## Біографічні відомості
Народився на Київщині 1 квітня 1939 р. у с. Дениси, що поблизу Переяслава, у родині вчителів. З 1950 р. проживав на Дрогобиччині, у с. Михайловичі Рудківського району.
У 1955 р. вступив на навчання у Львівський лісотехнічний інститут. Темою дипломної роботи обрав (за порадою керівника диплому Юрія Третяка) «Проект Страдчанського лісопарку учлісгоспу ЛЛТІ». У цей період відбулося перше зацікавлене знайомство з працями творців радянської ландшафтно-архітектурної школи — Н. С. Залєсською, С. Н. Палентреєр, Л. І. Рубцовим, О. Л. Липою, М. М. Тюльпановим.
1960 року направлений у Карпати організовувати на базі колишніх колгоспних лісів молодіжний лісгосп. Працював помічником лісничого, очолював майже трисотенну комсомольську організацію лісгоспу. 1962 року обраний першим секретарем Старосамбірського райкому комсомолу. Комсомольська і партійна робота, в тому числі у Львові, зайняла 20 років.
До наукової діяльності повернувся наприкінці 1960-х років, досліджував зелені зони міст. У 1973 році захистив кандидатську дисертацію, присвячену деревно-чагарниковій рослинності Львова. У 1970-ті роки з'являються перші книги науковця — «На зелених орбітах Львова», «Стрийський парк», «Кличуть околиці Львова».
Учений працював на посаді ректора у Львівському лісотехнічному інституті (1982—1993). Одночасно очолював кафедру лісівництва і озеленення, а згодом — екології, ландшафтної архітектури та садово-паркового господарства (з 1984 р.). Першим в Україні розпочав підготовку спеціалістів зі спеціальностей «Прикладна екологія», «Садово-паркове господарство» та «Ландшафтна архітектура».

## Наукові інтереси
Тривалі наукові дослідження В. П. Кучерявого присвячені особливостям розвитку рослинності в умовах урбогенного та техногенного середовища, а також фітомеліоративній ролі рослинного покриву, які завершилися захистом у 1991 році докторської дисертації на тему «Урбоекологічні основи інтродукції та фітомеліорації (на прикладі міст Заходу України)».
У 1980-1990-ті роки поєднується наукова, педагогічна та творча діяльність ученого. Формується наукова школа з проблем урбоекології, фітомеліорації та ландшафтної архітектури. Багато уваги приділяється проблемам фітомеліорації зруйнованих техногенною діяльністю земель — териконів, відвалів, кар'єрів, а також сучасним питанням садово-паркового будівництва.
У 2003 році Міжнародна федерація ландшафтних архітекторів (IFLA) на своєму конгресі у Стокгольмі обирає професора індивідуальним членом.
В. П. Кучерявий керує аспірантурою та докторантурою з 1985 року. Під його керівництвом захищено 15 кандидатських дисертацій.

## Доробок
Здійснені вченим фундаментальні дослідження з цих проблем знайшли відображення у більш як 300-х публікаціях, у тому числі 23-х монографіях, навчальних посібниках та підручниках. Серед них:
- Кучерявий В. П. Зеленая зона города. — Київ : Наукова думка, 1981. — 248 с.
- Кучерявий В. П. Урбоекологія. — Львів : Світ, 2001. — 390 с.
- Кучерявий В. П. Екологія. — Львів : Світ, 2001. — 500 с.
- Кучерявий В. П. Фітомеліорація: навчальний посібник. — Львів : Світ, 2003. — 540 с.
- Кучерявий В. П. Озеленення населених місць. — Львів : Світ, 2005. — 456 с.
- Кучерявий В. П. Сади і парки Львова. — Львів : Світ, 2008. — 360 с. — ISBN 978-966-603-591-5.
- Кучерявий В. П., Геник Я. В., Дида А. П., Колодко М. М. Рекультивація та фітомеліорація: навчальний посібник. — Львів : ГАФСА, 2006. — 117 с.